# Rising Sun (álbum)
Rising Sun (español: Sol naciente) es el tercer álbum de la cantante estadounidense Yvonne Elliman, lanzado en 1975 bajo el sello RSO. Tuvo tres sencillos, de los cuales uno solo entró a las listas: "Walk Right In" (#109 EE. UU.). Con Rising Sun, su carrera comenzó a despegar y más adelante consiguió varios éxitos, tanto en la crítica como comercialmente.

## Contenido
Bajo la producción de Steve Cropper, Rising Sun es en su mayoría un álbum de versiones: "From the Inside", original de Artie Wayne y "Best of My Love", de Eagles, fueron lanzados como sencillos; "Somewhere in the Night", de Kim Carnes y popularizada por Helen Reddy, "Bad Weather" de la banda Poco y "Walk Right In", de The Rooftop Singers (también lanzada como sencillo) en el primer lado. En el lado B la cantante contribuyó con dos canciones de su propia autoría y el resto también son versiones.

## Lista de canciones
| N.º | Título                   | Escritor(es)                                          | Duración |  |
| 1.  | «From the Inside»        | Artie Wayne                                           | 3:09     |  |
| 2.  | «Best of My Love»        | Glenn Frey, Don Henley, J.D. Souther                  | 3:36     |  |
| 3.  | «Somewhere in the Night» | Will Jennings, Richard Kerr                           | 3:47     |  |
| 4.  | «Bad Weather»            | Paul Cotton                                           | 3:32     |  |
| 5.  | «Walk Right In»          | Gus Cannon, Erik Darling, Willard Svanoe, Hosea Woods | 3:05     |  |

### Lado B
| N.º | Título                       | Escritor(es)              | Duración |  |
| 6.  | «Steady as You Go»           | Yvonne Elliman            | 3:06     |  |
| 7.  | «Who's Gonna Save the World» | Yvonne Elliman            | 4:21     |  |
| 8.  | «Small Town Talk»            | Bobby Charles, Rick Danko | 3:27     |  |
| 9.  | «If You Walked Away»         | David Pomeranz            | 2:59     |  |
| 10. | «Sweeter Memories»           | Todd Rundgren             | 3:36     |  |